# Matan Ohayon
Matan Ohayon (in ebraico מתן אוחיון‎?; Ashdod, 25 febbraio 1986) è un ex calciatore israeliano, di ruolo difensore.

## Carriera
Cresciuto nel settore giovanile dell’Ashdod, Ohayon ha mosso i primi passi da professionista con la maglia dell’Hapoel Rishon LeZion, per poi rientrare al club di origine e successivamente maturare esperienze in prestito al Sektzia Ness Ziona FC e nuovamente all’Hapoel Rishon LeZion.
Tornato all’Ashdod, ha militato per altre due stagioni nella massima divisione israeliana prima di trasferirsi in Europa, al Charleroi, nella Pro League belga. Dopo due anni, ha fatto ritorno in patria, dove ha giocato per diverse formazioni tra cui il Maccabi Petah Tiqwa FC, l’Hapoel Ironi Kiryat Shmona FC, il Maccabi Haifa FC e l’Hapoel Tel Aviv FC.
Nel 2015 ha firmato per l’Hapoel Be'er Sheva FC prima di concludere la carriera nell’Hapoel Ra'anana AFC.

## Palmarès

### Club

#### Competizioni nazionali
- Coppa d'Israele: 1

Ironi Kiryat Shmona: 2013-2014
- Campionato israeliano: 1

Hapoel Be'er Sheva: 2015-2016